# في وولر
في وولر (بالدنماركية: Fie Woller)‏ مواليد 17 سبتمبر 1992 في هرنينغ، هي لاعبة كرة يد دانمركية تلعب كجناح أيسر. مثلت منتخب الدنمارك لكرة اليد للسيدات.

## سجل المنافسة
شاركت في البطولات التالية:
- بطولة أوروبا لكرة اليد للسيدات 2016

## روابط خارجية
- في وولر على موقع الاتحاد الأوروبي لكرة اليد (الإنجليزية)